# Ain’t Misbehavin’ (Jazzstandard)
Ain’t Misbehavin’ ist ein Song von Fats Waller/Harry Brooks und einem Text von Andy Razaf, der 1929 für die Nachtrevue Hot Chocolates entstand.
Ain’t Misbehavin’ ist eine frühe Swing-Komposition mit 32 Takten und der AABA-Form in einem langsam bis mäßig schnellen Tempo. Die Nummer war speziell für die Revue entstanden, weil die Verantwortlichen erkannten, dass ihnen ein Theme Song fehlte. Der Song wurde bei der Uraufführung des Musicals im Connie’s Inn in Harlem als Öffnungsnummer von Margaret Simms und Paul Bass gesungen, um dann später im Stück noch einmal von Russell Woodings Hallelujah Singers aufgenommen zu werden. Bei der Übernahme von Hot Chocolates ans Broadway im gleichen Jahr überzeugte Louis Armstrong die Regie, dass er zusätzlich den Song noch als Zwischenspiel auf der Trompete spielte. Dieses Zwischenspiel, zunächst nur eine Reprise des Eröffnungssongs, fand so viel Anklang, dass er bald aus dem Orchestergraben steigen musste und diesen Part auf der Bühne ableisten musste. Letztlich war dies der Beginn seines internationalen Ruhms.
Der Song gilt als eine Art Porträt eines melancholischen Menschen, der brav alleine zu Hause bleibt, Radio hört und seine Liebe für seinen Einzigen aufspart. In der Interpretation von Fats Waller hatte dies einen zweideutigen, ironischen Unterton. Jack Horner spielt auf ein bekanntes englisches Kinderlied an (Little Jack Horner, der, so der Text des Kinderliedes, in der Ecke seinen Weihnachtskuchen isst, eine Pflaume herauspult und sagt, was er doch für ein guter Junge sei).
Verschiedene Aufnahmen des Songs kamen 1929 unterschiedlich weit in der US-Hitparade:
- Leo Reisman and His Orchestra (mit Sänger Lew Conrad, #2)
- Louis Armstrong (#7)
- Bill Bojangles Robinson (mit Irving Mills & His Hotsy Totsy Gang, #8)
- Gene Austin (mit Leonard Joy & His Orchestra, #9)
- Ruth Etting (#16)
- Fats Waller (Instrumentalversion, #17)
- Jimmie Noones Apex Club Orchestra (mit May Alix, keine Platzierung)

Außerdem wurde die Komposition 1937 von Teddy Wilson und seinem Quartett eingespielt, das mit seiner Instrumentalversion bis auf Platz 6 der Hitparade kam. 1943 wurde Ain’t Misbehavin’ auch in dem Film Stormy Weather verwendet, in dem auch Fats Waller selbst mitspielt.
Die Bigbands adaptierten das Stück in den 1930er Jahren; in der Folge entstanden Aufnahmen von Count Basie Duke Ellington, Benny Goodman und Gene Krupa. 1937 wurde es vom Quintette du Hot Club de France eingespielt, so dass es später auch in das Repertoire des Gypsy-Jazz gelangte. Weitere Versionen existieren von Sidney Bechet, Earl Bostic, Ray Brown, Ray Charles, Coleman Hawkins, Tiny Grimes, Woody Herman, Jutta Hipp, Helen Humes, Harry James, Jelly Roll Morton, Zoot Sims/Bob Brookmeyer, Art Tatum, Jimmy Witherspoon und Cootie Williams. Der Pianist Jay McShann nahm das Stück zwischen 1978 und 1980 gleich drei Mal auf. Marian McPartland und Willie Pickens interpretierten es im Duo (Ain’t Misbehavin’: Live at the Jazz Showcase 2000). Von den unzähligen gesungenen Versionen von Ain’t Misbehavin’ ragen besonders die von Sarah Vaughan (mit Miles Davis) sowie die von Dinah Washington hervor.
In der zweiten Hälfte der 1950er-Jahre entdeckten die Rock ’n’ Roller das Lied für sich, so gab es Versionen von Johnnie Ray, der 1956 damit sogar in die britischen Charts kam, Bill Haley & His Comets und anderen. 1960 hatten Tommy Bruce & The Bruisers mit dem Lied ihren größten Erfolg: Sie erreichten Platz 3 in Großbritannien. Freddy Quinn veröffentlichte (unterstützt von von Horst Wende and his Rhythm Boys) Ain’t Misbehavin’ 1957 als Single.
In den 1970er Jahren diente das Lied als Titelsong für das mit dem Tony Award ausgezeichnete Broadway-Musical Ain’t Misbehavin’, das sich mit der schwarzen Musik der 1920er und 1930er befasste. Und schließlich eroberte Ain’t Misbehavin’ auch noch ein weiteres Musikgenre: Hank Williams, Jr. brachte das Lied 1986 auf Platz 1 der US Country Charts.
1984 wurde die Originalaufnahme von Ain’t Misbehavin’ in die Grammy Awards Hall of Fame aufgenommen. 2001 wurde es vom Verband der US-amerikanischen Musikindustrie auf Platz 41 der Songs des 20. Jahrhunderts gewählt und drei Jahre später nahm der Library of Congress Wallers Original in die National Recording Registry, ein Verzeichnis kulturell bedeutender Tonaufzeichnungen, auf.